# 목성형 행성

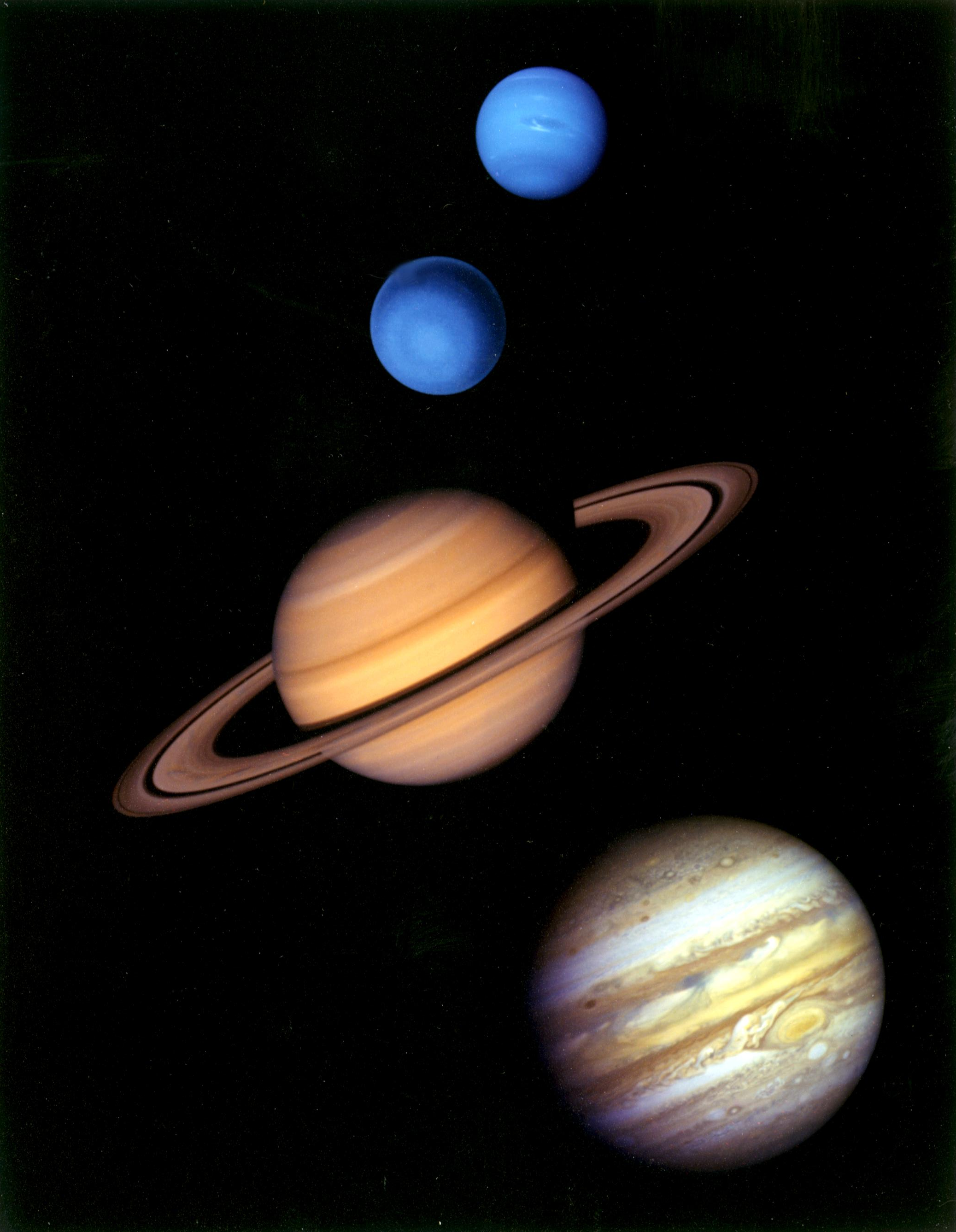
우리 태양계의 목성형 행성들. 아래에서 위로 목성, 토성, 천왕성, 해왕성이다.

목성형 행성(木星型 行星)은 태양계에서 수소나 헬륨 따위의 유체(fluid) 형태를 주성분으로 하는 행성을 말한다. 목성, 토성, 천왕성, 해왕성이 해당된다. 이중 천왕성과 해왕성은 구성성분 중 얼음과 물, 메테인 따위의 혼합물이 상당량을 차지하고 있어 거대 얼음 행성(ice giants)으로, 수소와 헬륨이 주성분인 목성, 토성은 거대 가스 행성(gas giants)으로 세분하기도 한다.
목성형 행성의 중심핵은 지구형 행성처럼 석질 또는 철질이지만(유체 행성이 탄생하기 위해서는 이와 같은 중심핵 물질이 필요했다), 행성 대부분의 질량은 행성의 외형으로 보여지는 두터운 유체층에 존재한다. 따라서 밀도가 낮아 지구형 행성보다 바깥쪽 궤도에 있으며, 크기 또한 상대적으로 거대하다.
이들은 지구형 행성처럼 명확한 '표면'이 존재하지 않는다. 이들의 대기는 하강할수록 부드럽게 짙어져 가며, 중심핵에 가까워지면서 수소 및 헬륨은 액체 또는 액체 비슷한 물질로 압축되어 있을 것으로 추측되고 있다. 그러므로 이들 행성에서 '착륙'은 할 수가 없다. 이들의 반지름, 겉넓이, 표면 밀도, 부피, 표면 온도 등은 오직 외관상으로 봤을 때의 최외곽 대기권을 기준으로 한 수치이다.

## 공통적인 특징
우리 태양계에 속해 있는 가스 행성 네 개는 공통적인 특징이 있다. 모두 수소 및 헬륨으로 대부분 구성된 대기를 지니고 있으며 내부에 임계 압력을 넘어서는 곳부터 액체 형태로 상기 성분들이 존재한다. 목성과 토성의 경우 대기와 본체의 경계가 명확하지 않다. 반면 천왕성과 해왕성의 경우 일부 모형들에 의하면 경계면이 뚜렷할 것으로 보고 있다. 내부 온도는 매우 높아서 천왕성과 해왕성은 7,000 켈빈, 목성의 경우는 2만 켈빈이나 된다. 이처럼 큰 온도는 이들의 내부가 대부분 유체 형태로 이루어져 있을 것임을 짐작하게 한다. 또한 이들 가스 행성에 있는 '암석질 핵'은 통상적으로 연상하는 돌덩어리 핵이 아니라, 철이나 니켈과 같이 무거운 원소들의 집중도가 다른 부위보다 높다는 뜻에 불과하다.
가스 행성 넷은 비교적 빠른 속도로 자전하며 자전면과 평행한 방향의 띠 무늬를 상층 대기에 형성한다. 이러한 띠는 토성에서 가장 뚜렷하며, 목성과 해왕성에는 약한 형태로 나타나며, 천왕성 표면에는 거의 나타나지 않는다.
또한 모든 가스 행성에는 고리 및 위성들이 존재한다. 토성의 고리가 그 중 가장 화려한 외관을 자랑하며, 인류가 알고 있는 외계 천체들 중 이와 같은 고리 구조를 갖고 있는 것은 토성 이외에는 아직 발견된 것이 없다. 2008년 기준으로 목성의 위성은 112개 이상으로 태양계 행성들 중 가장 많다.

## 세부 분류

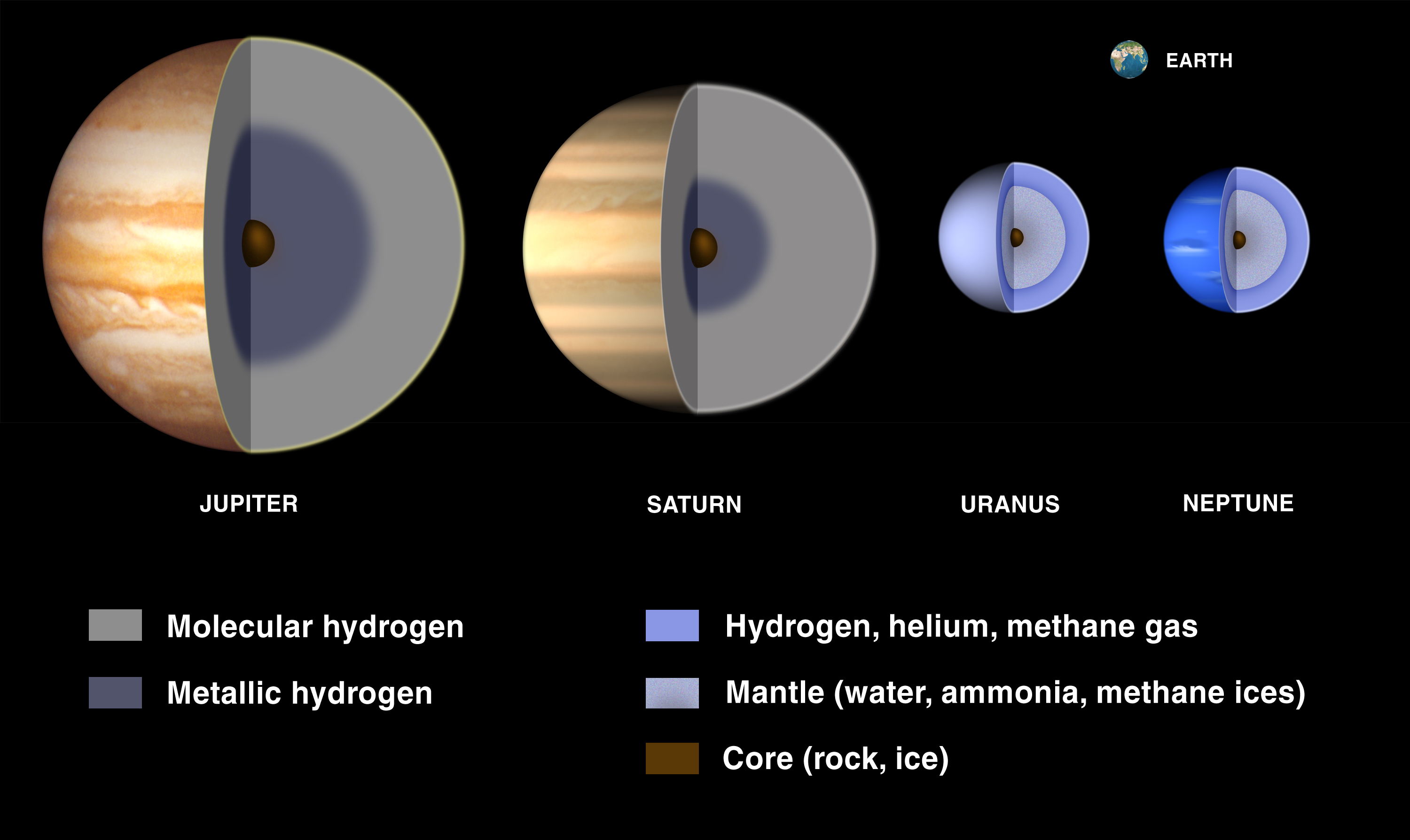
가스 행성들을 두 부류로 나눈 것. 목성과 토성은 수소와 헬륨이 조성물의 대부분을 차지하는 반면, 천왕성과 해왕성은 수소와 헬륨이 전체 질량에서 차지하는 비율이 상대적으로 작다.

태양계의 가스 행성은 목성, 토성, 천왕성, 해왕성의 4개가 있다. 그러나 크게 둘로 구분하면 목성과 토성, 천왕성과 해왕성으로 나눌 수 있다. 태양계의 질량 중 태양을 제외한 대부분은 이들 네 행성이 차지하고 있다.

### 목성과 토성
우리 태양계의 대표적인 가스 행성은 목성과 토성이다. 두 행성 모두 대부분 헬륨과 수소로 이루어져 있고, 이들의 질량 중 3~13퍼센트 정도가 두 원소보다 무거운 원소로 이루어져 있다. 두 행성의 내부는 수소 분자로 이루어진 외곽층 속에 금속 수소가 존재하고, 가장 깊숙한 곳은 단단한 고체 물질로 이루어진 핵이 있을 것으로 보인다. 그러나 이 '고체'가 우리가 흔히 생각하는 암석이나 금속만으로 이루어진 것은 아니며, 수소나 헬륨과 같은 기체 물질이 엄청난 압력을 받아 고체 상태로 존재할 가능성도 있다. 목성의 경우 중심핵 부분의 온도는 매우 높아서 2만 켈빈 수준이고, 정확히 어떤 상태로 물질들이 존재하는지는 아직까지 제대로 밝혀지지 않았다.

### 천왕성과 해왕성
반면 천왕성과 해왕성은 앞의 목성과 토성과는 내부 조성물이 판이하게 다르다. 두 행성의 가장 바깥쪽은 수소가 풍부한 대기로 이루어져 있다(천왕성의 경우 반지름의 20퍼센트, 해왕성의 경우 15퍼센트 정도까지가 수소 대기층이다). 다만 특정 임계점보다 깊이 들어가면 내부 물질은 대부분 '얼음 형태'의 물, 얼음, 암모니아의 화합물로 바뀐다. 여기에는 일부 암석과 기체 물질도 섞여 있으나, 얼음+암석+기체 혼합물은 순수한 얼음과 구별이 잘 되지 않기 때문에 정확한 내부 조성물 혼합비는 밝혀져 있지 않다.
최 외곽 대기에는 소량의 메테인이 섞여 있는데 이 때문에 두 행성은 우주에서 볼 때 짙은 푸른색 또는 은은한 푸른색으로 빛나 보인다. 두 행성 모두 자전축에 대해 약간 어긋난 각도의 자기장을 갖고 있다.

## 태양계 외의 사례

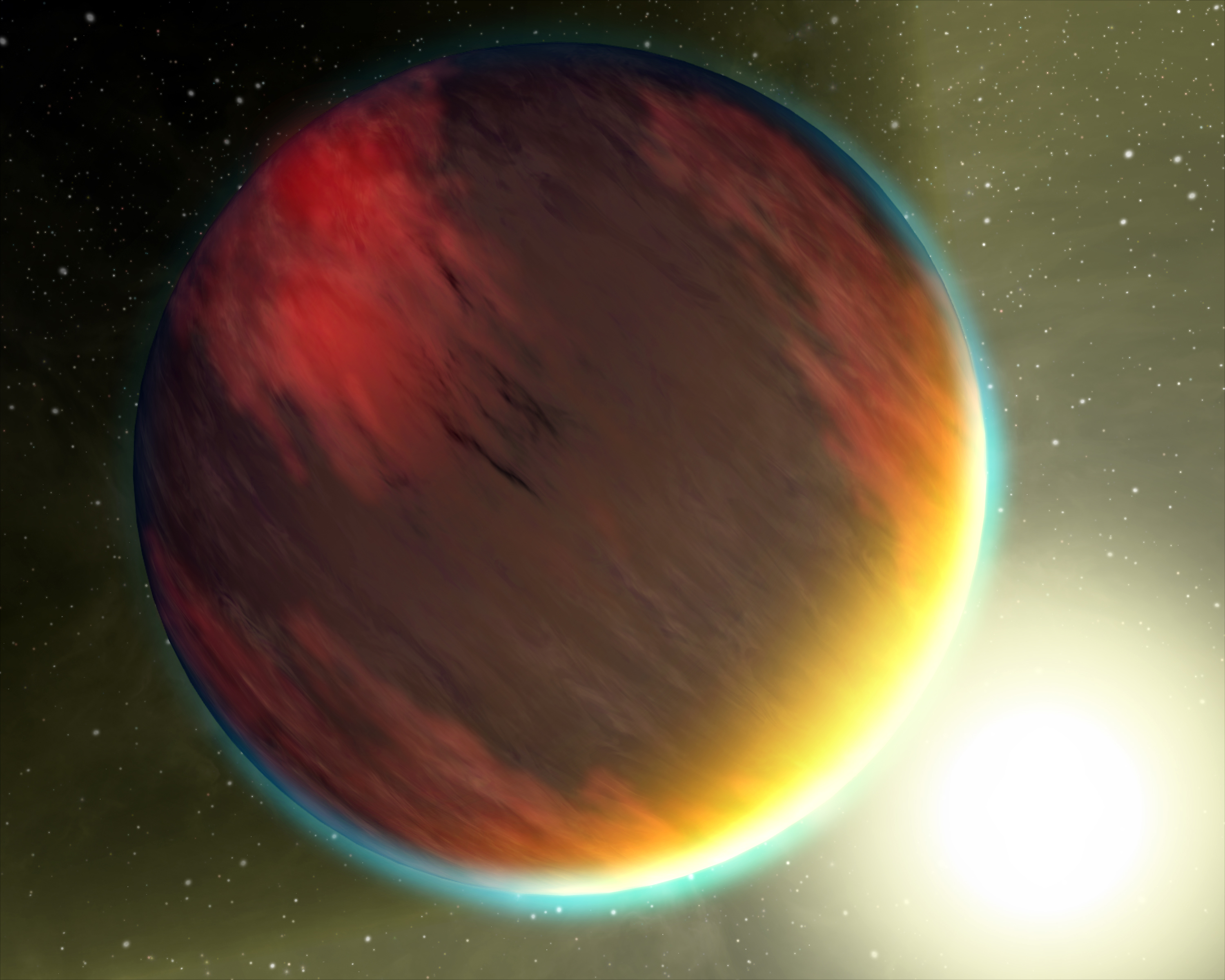
뜨거운 목성의 상상화. 이들의 겉모습은 우리가 알고 있는 목성이나 토성과는 크게 다를 것으로 추측된다.

90년대 이후 간접적인 관측 방법을 통해 태양 외에 다른 항성도 외계 행성을 거느리고 있음을 알게 되었다. 태양과 같이 수소 핵융합 작용을 하는 항성들 주위에서 발견된 최초의 행성은 목성과 같이 질량이 큰 가스 행성이었다. 직접적으로 외계 행성의 겉모습을 관측하기는 힘들지만, 간접적 방법으로 구한 자료를 통해 이들은 지구와 같은 암석 행성이라기보다는 목성이나 토성과 같은 가스행성과 더 비슷하다는 결론을 얻을 수 있었다.
다만 이들이 우리 태양계의 가스 행성과 다른 점이라면, 목성과 토성은 태양으로부터 비교적 멀리 떨어져 있는 반면 상당수의 외계 가스 행성들은 항성의 바로 옆을 빠르게 공전하고 있다는 것이다. 따라서 이들은 목성이나 토성과는 다른 독특한 특징을 보여 줄 것으로 추측된다.

## 참고 문헌
1. ↑  L. McFadden, P. Weissman, T. Johnson (2007). 《Encyclopedia of the Solar System (2nd ed.) page 415》. Academic Press. ISBN 978-0-12-088589-3.
2. ↑  “Jupiter: Moons”. NASA. 2013년 7월 6일에 원본 문서에서 보존된 문서. 2013년 7월 5일에 확인함.
3. 1 2  The Interior of Jupiter, Guillot et al, in Jupiter: The Planet, Satellites and Magnetosphere, Bagenal et al, editors, Cambridge University Press, 2004
4. ↑  L. McFadden, P. Weissman, T. Johnson (2007). 《Encyclopedia of the Solar System (2nd ed.)》. Academic Press. ISBN 978-0-12-088589-3.

## 같이 보기
- 행성
  - 지구형 행성
  - 거대 얼음 행성(천왕성형 행성)
  - 외계 행성
    - 외계행성의 겉모습
    - 뜨거운 목성
    - 타원궤도 가스행성

  - 크소니언 행성
  - 티케
- 행성 거주가능성
- 태양계
- 행성계